# Fort Dick (Califórnia)
Fort Dick é uma pequena comunidade não-incorporada no norte do estado da Califórnia a 24 km da linha de divisa entre Califórnia-Oregon e a cerca de 8 km de Crescent City.

## Etimologia
A aterrissagem de Fort Dick remonta à era da Guerra Civil e foi batizada em homenagem à casa de toras de um colono construída por brancos para se defender dos índios. Em 1888, uma fábrica de shake e cascalho foi transferida para lá e o local foi renomeado para Newburg pelos irmãos Bertsch, proprietários do moinho. Com o estabelecimento dos correios em 1896, o antigo nome foi revivido.

## Demografia
Segundo o Censo nacional de 2000 a sua população é de 978 habitantes.

## Marco histórico
Fort Dick possui apenas uma entrada no Registro Nacional de Lugares Históricos, o Yontocket Historic District.